# Elecciones municipales de Ica de 1998
Las elecciones municipales de Ica de 1998 se llevaron a cabo el 11 de octubre de 1998 para elegir al alcalde y al Concejo Provincial de Ica para el periodo 1999-2002. La elección se celebró simultáneamente con elecciones municipales en todo el país.

## Sistema electoral
La Municipalidad Provincial de Ica es el órgano administrativo y de gobierno de la provincia de Ica. Está compuesta por el alcalde y el Concejo Provincial.
La votación del alcalde y el concejo se realiza en base al sufragio universal, que comprende a todos los ciudadanos nacionales mayores de dieciocho años, empadronados y residentes en la provincia de Ica y en pleno goce de sus derechos políticos, así como a los ciudadanos no nacionales residentes y empadronados en la provincia de Ica.
El Concejo Provincial de Ica está compuesto por 11 regidores elegidos por sufragio directo para un período de cuatro (4) años, en forma conjunta con la elección del alcalde (quien lo preside). La votación es por lista cerrada y bloqueada. Para que una lista sea proclamada ganadora debe obtener más del 20% de los votos válidos; en caso ninguna lista logre ese porcentaje, los dos listas más votadas participan en una segunda vuelta o balotaje. Se asigna a la lista ganadora los escaños según el método d'Hondt o la mitad más uno, lo que más le favorezca.

## Composición del Concejo Provincial de Ica
La siguiente tabla muestra la composición del Concejo Provincial de Ica antes de las elecciones.
| Partidos | Partidos                                               | Regidores |
| -------- | ------------------------------------------------------ | --------- |
|          | Lista Independiente N° 11 Frente Progresista Iqueño    | 10        |
|          | Lista Independiente N° 21 Frente Popular Independiente | 4         |
|          | Lista Independiente N° 3 Somos Ica 95                  | 2         |
|          | Lista Independiente N° 7 Frente Independiente Ica 95   | 1         |
|          | Lista Independiente N° 19 Alianza Regional Ica         | 1         |
|          | Lista Independiente N° 17 Movimiento Vecinal Iqueño    | 1         |

## Partidos y candidatos
A continuación se muestra una lista de los principales partidos y alianzas electorales que participaron en las elecciones:
| Candidatura | Candidatura | Partidos y alianzas                                      | Candidatos | Candidatos                | Ideología                                     | Resultado previo | Resultado previo | Ref. |
| Candidatura | Candidatura | Partidos y alianzas                                      | Candidatos | Candidatos                | Ideología                                     | Votos (%)        | Reg.             | Ref. |
| ----------- | ----------- | -------------------------------------------------------- | ---------- | ------------------------- | --------------------------------------------- | ---------------- | ---------------- | ---- |
|             | AP          | Lista - Acción Popular (AP)                              |            | Miguel Mendiola Martínez  | Humanismo Nacionalismo cívico Reformismo      | 1.95%            | 0                |      |
|             | APRA        | Lista - Partido Aprista Peruano (APRA)                   |            | Manuel Tello Céspedes     | Aprismo                                       | Nuevo            | Nuevo            |      |
|             | UPP         | Lista - Unión por el Perú (UPP)                          |            | Freddy Mendoza Morón      | Socioliberalismo Progresismo Socialdemocracia | Nuevo            | Nuevo            |      |
|             | VV          | Lista - Movimiento Independiente Vamos Vecino (VV)       |            | Carlos Ramos Loayza       | Fujimorismo                                   | Nuevo            | Nuevo            |      |
|             | SP          | Lista - Movimiento Independiente Somos Perú (SP)         |            | Francisco Munive Bendezú  | Democracia cristiana Conservadurismo social   | Nuevo            | Nuevo            |      |
|             | IND         | Lista - Lista Independiente Frente Popular Independiente |            | Óscar Sánchez Dulanto     | Localismo iqueño                              | Nuevo            | Nuevo            |      |
|             | IND         | Lista - Lista Independiente Unidad Regional              |            | Oswaldo Aspilcueta Franco | Localismo iqueño                              | Nuevo            | Nuevo            |      |

## Resultados

### Sumario general
|                        |                                                  |              |              |              |           |           |
| Partidos y coaliciones | Partidos y coaliciones                           | Voto popular | Voto popular | Voto popular | Regidores | Regidores |
| Partidos y coaliciones | Partidos y coaliciones                           | Votos        | %            | ±pp          | Total     | +/−       |
|                        | Lista Independiente Frente Popular Independiente | 51,439       | 38.46        | n/a          | 7         | +7        |
|                        | Movimiento Independiente Vamos Vecino (VV)       | 48,075       | 35.94        | Nuevo        | 3         | +3        |
|                        | Partido Aprista Peruano (APRA)                   | 16,532       | 12.36        | n/a          | 1         | +1        |
|                        | Movimiento Independiente Somos Perú (SP)         | 12,464       | 9.32         | Nuevo        | 0         | ±0        |
|                        | Acción Popular (AP)                              | 2,065        | 1.54         | –0.41        | 0         | ±0        |
|                        | Lista Independiente Unidad Regional              | 2,025        | 1.51         | n/a          | 0         | ±0        |
|                        | Unión por el Perú (UPP)                          | 1,153        | 0.86         | Nuevo        | 0         | ±0        |
|                        |                                                  |              |              |              |           |           |
| Total                  | Total                                            | 133,753      |              |              | 11        | –8        |
|                        |                                                  |              |              |              |           |           |
| Votos válidos          | Votos válidos                                    | 133,753      | 91.80        | +4.86        |           |           |
| Votos en blanco        | Votos en blanco                                  | 6,896        | 4.73         | –0.96        |           |           |
| Votos nulos            | Votos nulos                                      | 5,048        | 3.46         | –3.91        |           |           |
| Votos emitidos         | Votos emitidos                                   | 145,697      | 85.64        | +3.95        |           |           |
| Abstenciones           | Abstenciones                                     | 24,427       | 14.36        | –3.95        |           |           |
| Votantes registrados   | Votantes registrados                             | 170,124      |              |              |           |           |
|                        |                                                  |              |              |              |           |           |
| Fuente:                |                                                  |              |              |              |           |           |

## Elecciones municipales distritales

### Resultados por distrito
La siguiente tabla enumera el control de los distritos de la provincia de Ica. El cambio de mando de una organización política se resalta del color de ese partido.
| Distrito                | Alcalde(sa) titular      | Partido político | Partido político          | Alcalde(sa) electo(a)                          | Partido político                               | Partido político                               |
| ----------------------- | ------------------------ | ---------------- | ------------------------- | ---------------------------------------------- | ---------------------------------------------- | ---------------------------------------------- |
| La Tinguiña             | Rubén Velásquez Serna    |                  | Lista Independiente N° 11 | Juan Vargas Valle                              |                                                | Partido Aprista Peruano                        |
| Los Aquijes             | Jesús Espino Claudio     |                  | Lista Independiente N° 3  | Julio Hernández Morón                          |                                                | Acción y Paz                                   |
| Ocucaje                 | Luis Guevara Uchuya      |                  | Lista Independiente N° 11 | Luis Guevara Uchuya                            |                                                | Vamos Vecino                                   |
| Pachacútec              | Anatolio Anyoza Huarcaya |                  | Lista Independiente N° 3  | Juan Salcedo López                             |                                                | Frente Popular Independiente                   |
| Parcona                 | Narciso Aliaga Guillén   |                  | Lista Independiente N° 7  | Arturo Palante Coronado                        |                                                | Vamos Vecino                                   |
| Pueblo Nuevo            | Genaro Vega Muñante      |                  | Lista Independiente N° 23 | Ismael Anicama Torres                          |                                                | Frente Independiente Avanzada                  |
| Salas                   | Pedro Muñoz Chávez       |                  | Lista Independiente N° 11 | Luis Murguía Vílchez                           |                                                | Frente Popular Independiente                   |
| San José de los Molinos | Félix Escobar Huamancayo |                  | Lista Independiente N° 3  | Jorge Fuentes Huarcaya                         |                                                | Vamos Vecino                                   |
| San Juan Bautista       | Juan Espino Espino       |                  | Lista Independiente N° 25 | Víctor Astorga Ramos                           |                                                | Vamos Vecino                                   |
| Santiago                | Ismael Carpio Solís      |                  | Lista Independiente N° 7  | Ismael Carpio Solís                            |                                                | Vamos Vecino                                   |
| Subtanjalla             | Julio Pecho García       |                  | Lista Independiente N° 11 | Elecciones municipales complementarias de 1999 | Elecciones municipales complementarias de 1999 | Elecciones municipales complementarias de 1999 |
| Tate                    | Walter Quispe Uchuya     |                  | Lista Independiente N° 19 | Walter Quispe Uchuya                           |                                                | Partido Aprista Peruano                        |
| Yauca del Rosario       | Juan Girao Morón         |                  | Lista Independiente N° 11 | Máximo Rojas Oncebay                           |                                                | Frente Popular Independiente                   |